# Ulysses S. Grant Sharp

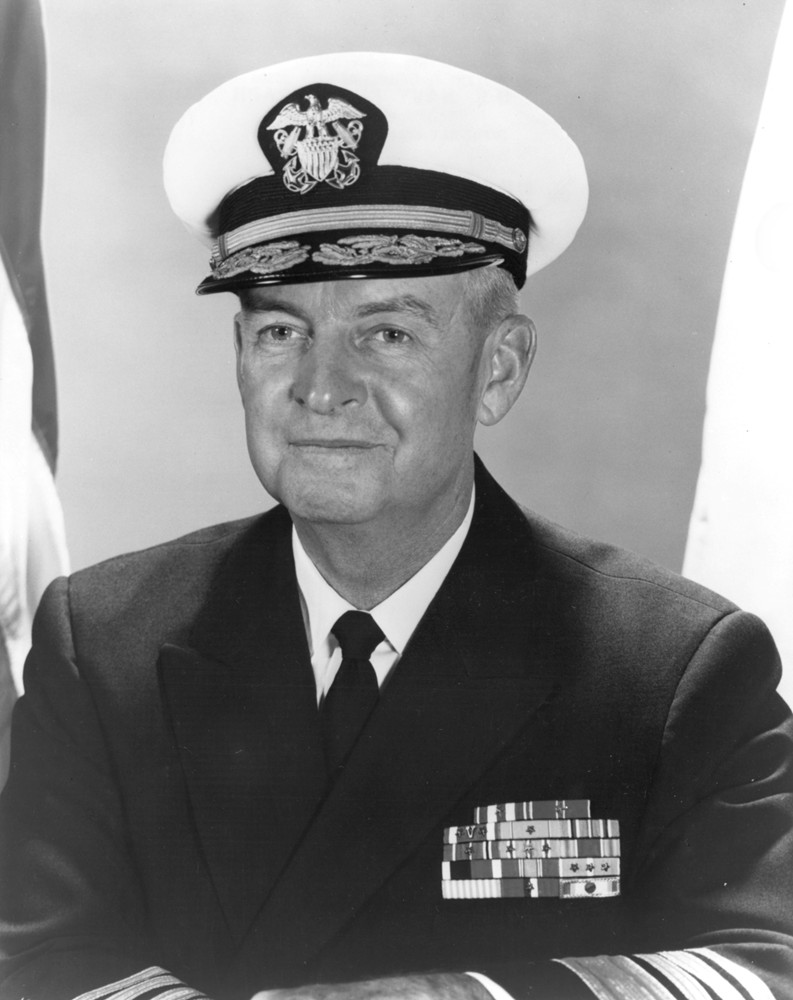
Admiral Ulysses S. Grant Sharp

Ulysses „Oley“ Simpson Grant Sharp, Jr. (* 2. April 1906 in Chinook, Blaine County, Montana; † 11. Dezember 2001 in San Diego, San Diego County, Kalifornien) war ein US-amerikanischer Admiral der US Navy, der zuletzt von 1963 bis 1964 Oberbefehlshaber der Pazifikflotte (US Pacific Fleet) sowie anschließend zwischen 1964 und 1968 Oberkommandierender des Pazifikkommandos (US Pacific Command) war.

## Leben

### Ausbildung zum Marineoffizier und Zweiter Weltkrieg
Sharp war ein Großneffe von Julia Grant, der Ehefrau von General Ulysses S. Grant, der Oberbefehlshaber des US-Heeres im Sezessionskrieg und von 1869 bis 1877 der 18. US-Präsident war. Er selbst begann nach dem Schulbesuch 1923 seine Offiziersausbildung an der US Naval Academy in Annapolis, die er 1927 abschloss. Im Anschluss diente er als Marineoffizier auf verschiedenen Schlachtschiffen sowie Zerstörern und nahm am 8. November 1942 an der Operation Torch teil, der britisch-amerikanischen Invasion Französisch-Nordafrikas während des Zweiten Weltkrieges. Am 8. Mai 1943 wurde er als Fregattenkapitän (Commander) erster Kommandant der neu in Dienst gestellten USS Boyd, ein Zerstörer der Fletcher-Klasse. Als Kommandant dieses Zerstörers wurde er später zum Kapitän zur See (Captain) befördert sowie für seine Verdienste für Einsätze gegen feindliche japanische Verbände vor Nauru am 8. Dezember 1943 sowie am 13. und 17. Oktober 1944 zwei Mal mit dem Silver Star ausgezeichnet. Den Posten als Kommandant der USS Boyd bekleidete er bis zum 10. November 1944 und wurde dann durch Fregattenkapitän Archibald Edgerton Teale abgelöst.
Im Januar 1945 wurde Sharp Leiter des Zentrums für Kampfinformationen und Stabsoffizier Radartaktik im Stab des Kommandeurs der Kreuzer und Zerstörerverbände der US-Pazifikflotte und verblieb in dieser Verwendung bis April 1946. Aufgrund seiner dortigen Verdienste wurde er erstmals mit einer Bronze Star Medal ausgezeichnet.

### Nachkriegszeit und Aufstieg zum Admiral
Nach anschließenden weiteren Verwendungen war Sharp während des Koreakrieges Kommandeur des Fünften Zerstörergeschwaders (Destroyer Squadron FIVE) und wurde für die dortigen Verdienste bei den Vorbereitungen zur Operation Chromite sowie weiteren Einsätzen in der Zeit vom 4. November bis 23. Dezember 1950 mit einer weiteren Bronze Star Medal geehrt. Nach verschiedenen weiteren Verwendungen wurde er als Vizeadmiral (Vice-Admiral) am 30. April 1960 als Nachfolger von Vizeadmiral Ruthven F. Libby Befehlshaber der 1. US-Flotte, übergab den Posten aber bereits am 14. Juli 1960 an Vizeadmiral Charles L. Melson. Er selbst wurde daraufhin im August 1960 stellvertretender Chef für Marineoperationen für Planung und Grundsatzfragen (Deputy Chief of Naval Operations (Plans and Policy)) und verblieb in dieser Verwendung bis August 1963. Aufgrund der dortigen Verdienste wurde ihm zum ersten Mal die Navy Distinguished Service Medal verliehen.
Nach seiner Beförderung zum Admiral löste Sharp am 30. September 1963 Admiral John H. Sides als Oberbefehlshaber der Pazifikflotte (US Pacific Fleet) ab und bekleidete diese Funktion bis zum 26. Juni 1964, woraufhin er durch Admiral Thomas H. Moorer abgelöst wurde. Zuletzt wurde er am 30. Juni 1964 Nachfolger von Admiral Harry D. Felt als Oberkommandierender des Pazifikkommandos (US Pacific Command) und übte diese Funktion bis zu seiner Ablösung durch Admiral John S. McCain, Jr. am 31. Juli 1968 aus. Damit war er maßgeblich an den Planungen und Einsätzen zu Beginn des Eintritts der USA in den Vietnamkrieg nach der durch den Tonkin-Zwischenfall ausgelösten Tonkin-Resolution von US-Präsident Lyndon B. Johnson am 7. August 1964 beteiligt. Für seine Verdienste als Oberkommandierender des Pazifikkommandos wurde er sowohl mit der Army Distinguished Service Medal als auch erneut mit der Navy Distinguished Service Medal ausgezeichnet.
Nach seiner Versetzung in den Ruhestand wurde Sharp zu einem Kritiker der Strategie und Taktik im Vietnamkrieg und veröffentlichte hierzu 1978 ein Buch mit dem Titel Strategy for defeat. Vietnam in retrospect.
Sharp, der mit Nina Blake Sharp verheiratet war, wurde nach seinem Tode auf dem Fort Rosecrans National Cemetery in San Diego beigesetzt. Sein jüngerer Bruder Thomas Frederick Sharp diente als Korvettenkapitän in der US Navy und kam als Offizier des von der japanischen Marine vor Honshū versenkten U-Bootes USS Pickerel ums Leben. Er wurde mit dem Purple Heart und dem Silver Star ausgezeichnet.

### Auszeichnungen
Auswahl der Dekorationen, sortiert in Anlehnung der Order of Precedence of the Military Awards:
- Army Distinguished Service Medal
- Navy Distinguished Service Medal (2 x)
- Silver Star (2 x)
- Bronze Star Medal (2 x)

## Veröffentlichung
- Strategy for defeat. Vietnam in retrospect, Presidio Press, San Rafael 1978, ISBN 0-89141-053-8